# Гёрциг
Гёрциг (нем. Görzig) — деревня в Германии, в земле Саксония-Анхальт, входит в район Анхальт-Биттерфельд в составе общины Южный Анхальт.
Население составляет 841 человека (на 20 ноября 2014 года). Занимает площадь 11,82 км².

## История
Первое упоминание о поселение относится к 973 году.
1 сентября 2010 года, после проведённых реформ, Гёрциг вошёл в состав общины Южный Анхальт в качестве района.

## Галерея

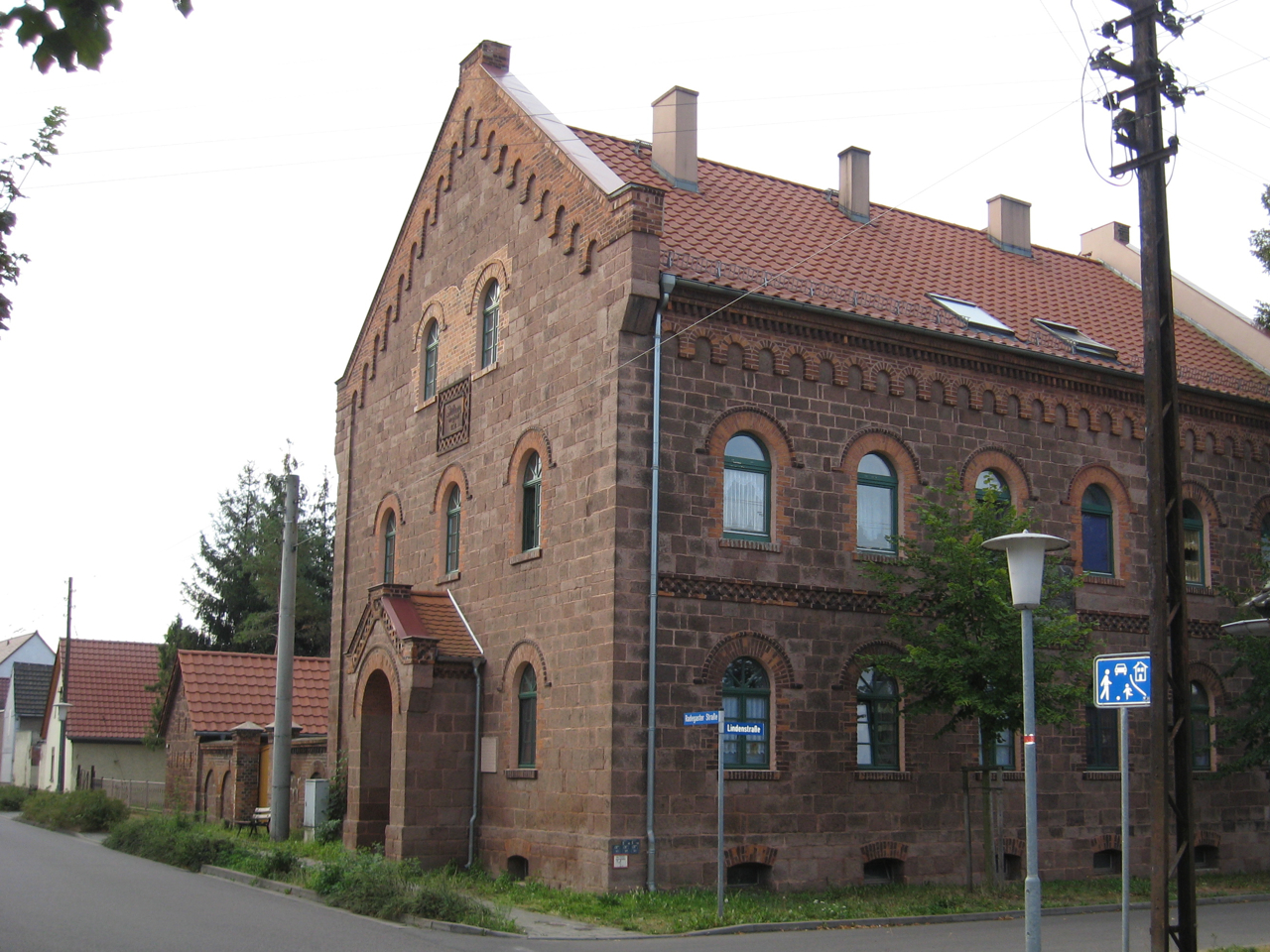
Дом в Гёрциге
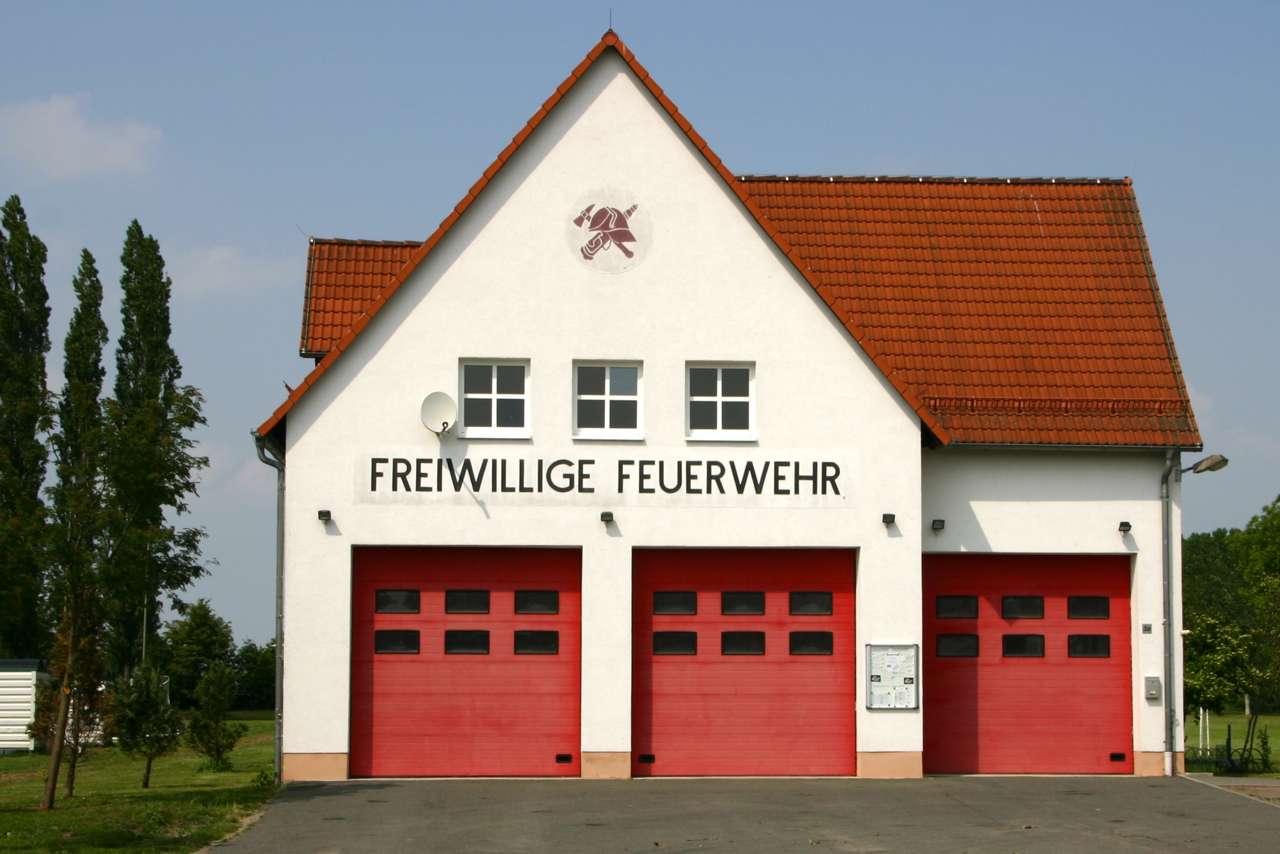
Пожарная часть Гёрцига